# دنیکا مک گویگان
دنیکا «نیکا» مک گویگان (۴ ژانویه ۱۹۸۶ - ۲۳ ژوئیه ۲۰۱۹) بازیگر ایرلندی بود. وی به خاطر بازی در نقش دانشجوی هنر، دانیل مولان، در سریال تلویزیونی نمی‌توانم کنار بیایم، کنار نمی‌آیم (۲۰۱۸–۲۰۱۶) شناخته شد.

## زندگی‌نامه
مک گویگان، متولد ۱۹۸۶ فرزند بری مک گویگان، قهرمان سابق بوکس جهان و همسرش ساندرا مک گویگان است.
او در چندین فیلم و نمایش تلویزیونی از جمله دست‌نوشته محرمانه(۲۰۱۶) در کنار رونی مارا و جک رینور ظاهر شد. آخرین فیلم او آتش‌سوزی کتی بردی بود.
اولین بار در سال ۱۹۹۷ و در ۱۱ سالگی مک گویگان برای او تشخیص لوسمی حاد لنفوبلاستیک داده شد، اما پس از دو سال درمان، وی تا حدودی بهبود یافت. با این حال، وی در ۲۳ ژوئیه ۲۰۱۹، بر اثر بیماری مرتبط با سرطان درگذشت.

## فیلم‌شناسی

### فیلم
| سال  | عنوان                  | نقش     | یادداشت    |
| ---- | ---------------------- | ------- | ---------- |
| ۲۰۰۰ | سوءقصد                 | پیشخدمت |            |
| ۲۰۱۰ | شکوه                   | لورا    | فیلم کوتاه |
| ۲۰۱۲ | باقیمانده              | اوا     | فیلم کوتاه |
| ۲۰۱۳ | بمان                   | دِیدر    |            |
| ۲۰۱۳ | راهنمای غذایی برای عشق | مورین   |            |
| ۲۰۱۳ | فیلومنا                | بریدی   |            |
| ۲۰۱۵ | تاجران                 | اورلا   |            |
| ۲۰۱۶ | پستاندار               | آن ماری |            |
| ۲۰۱۶ | دست‌نوشته محرمانه       | کریسی   |            |
| ۲۰۲۰ | آتش‌سوزی                | کلی     | آخرین نقش  |

### تلویزیون
| سال       | عنوان                            | نقش                   | یادداشت                            |
| --------- | -------------------------------- | --------------------- | ---------------------------------- |
| ۲۰۰۷      | تودورها                          | کنیز                  | قسمت‌های: 'Wolsey, Wolsey, Wolsey!' |
| ۲۰۰۹      | هالیوکس: صبح بعد از شب قبل       | رابی                  |                                    |
| ۲۰۰۹      | Mid Life Christmas               | نوجوانی کرانچستر فورد | فیلم تلویزیونی                     |
| ۲۰۱۰      | خانه دانی                        | بل شارلوت             | قسمت: 'Buddy Movie'                |
| ۲۰۱۴      | غیرقابل انکار                    | خانم مک لین           | مینی سریال                         |
| ۲۰۱۴      | در بعدی را بزنید                 | دیلا                  | قسمت: 'If They Lips'               |
| ۲۰۱۶–۲۰۱۸ | نمی‌توانم کنار بیایم، کنار نمی‌آیم | دانیل مولان           | بازیگران اصلی ۱۲ قسمت              |